# Joseph Pastor Neelankavil
Joseph Pastor Neelankavil CMI (ur. 19 marca 1930 w Aranattukara, zm. 17 lutego 2021) – indyjski duchowny syromalabarski, w latach 1987–2016 biskup Sagar.

## Życiorys
Święcenia kapłańskie przyjął 17 maja 1960. 20 grudnia 1986 został prekonizowany biskupem Sagar. Sakrę biskupią otrzymał 22 lutego 1987. 2 lutego 2006 przeszedł na emeryturę.